# Anopheles schueffneri
Anopheles schueffneri är en tvåvingeart som beskrevs av Stanton 1915. Anopheles schueffneri ingår i släktet Anopheles och familjen stickmyggor. Inga underarter finns listade i Catalogue of Life.